# 菊花禁忌
菊花禁忌（日语：菊タブー）是日本的一种社会禁忌，主要表现为反对批判或戏仿天皇（尤其是昭和天皇）及日本皇室。这种禁忌也体现在对天皇健康问题的讨论中。
“菊花禁忌”一词起源于20世纪60年代，得名于日本皇室的菊花纹章。

## 概要
从明治维新到第二次世界大战结束期间，天皇被视为身为人类的神，批评天皇及天皇制的人会因不敬罪受到严惩。 日本社会也向这些人施加了强大的压力。 此外，1925年颁布的《治安维持法》也规定否定国体（天皇制度）的人会受到惩处。《治安维持法》等法律将反对天皇制的行为列为禁止事项，使得新闻自由与言论自由受限。
战后，根据《日本国宪法》第21条，言论自由得到承认。规定了不敬罪的旧刑法也被驻日盟军总司令部（GHQ）废除。旧刑法典的废除使得对天皇和天皇制的批评不会受到法律制裁。1946年，昭和天皇发表《人間宣言》，否定了天皇做为“现代人世间的神”的地位，宣告天皇也是仅具有人性的普通人，从某种意义上削弱了长久以来存在日本国民心中的忠君思想。因此发表批评天皇言论而受到的社会压力有所减小。
然而到了20世纪60年代，一些右翼团体及成员开始以暴力手段压制此类言论。如1961年的嶋中事件：右翼青年小森一孝因月刊《中央公论》刊登的短篇讽刺小说《風流夢譚》含有皇室成员被斩首的情节，试图暗杀杂志社的社长嶋中鵬二，造成一死一伤。该杂志社最终撤回了这篇小说，并承诺今后将进行“自主規制”。嶋中事件后，日本媒体的自我审查程度大为增加。
如今的日本媒体由于害怕右翼势力，不愿批评皇室，形成了实际上的自我审查。日本的民放联有规定称：“（媒体）不得放送有碍国体及国家尊严之内容，天皇陛下亦在其中”。

## 实例
在裕仁天皇驾崩前夕，媒体限制了娱乐节目放送，其他节目的遣词造句亦格外小心。英国《太阳报》写出“穷凶极恶的皇帝正等着下地狱”（Hell's Waiting for this Truly Evil Emperor）及“让这个混账在地狱里烂掉”（Let the Bastard Rot in Hell），《每日星报》亦将裕仁与希特勒相比，称为“邪恶的落日”（日本天皇曾自比为“日出处天子”，此说法在西方亦盛行），招致外务省前往英国使馆抗议，渡边美智雄更声称要予以处罚。
《雅子妃：菊花王朝的囚徒》一书的日文版本打算由讲谈社出版，但遭到外务省及宫内厅施压而取消。作者本·希尔斯（Ben Hills）以强硬态度回击日方的施压：“不应是我（向日本）道歉，而是宫内厅应向雅子女士道歉。显然，日本当局害怕人民的批评。”讲谈社声明称，因为作者态度不佳，而出版社不希望为此负责，因而取消出版。希尔斯接受《每日新闻》采访时表示：“讲谈社决定不出版，我很遗憾。我相信，是讲谈社屈从于宫内厅、外务省和其他部门的施压。”最终该书日文版由第三书馆出版，第三书馆称：“我们没有理由不出版，我们仅作出一些时间和简单错误的更正，将出版一个不删减的版本。”